# Basca abundenței
Basca abundenței este al patrulea album al formației Timpuri Noi. Include melodii precum „Star Station”, melodie tip reclamă care promova PRO FM-ul și era difuzată pe postul de radio, sau alte cântece care au ca titlu nume proprii: „Verginica”, „Veta”, „Maricica” și ,,Adeline". Melodia „Lămâița” are versuri populare. Discul conține și „Industrial”, o piesă al cărei mesaj reflectă trecerea populației românești de la una producătoare la una de consum.
În 1997 a fost realizat un clip cu piesa „N-A TOlănit-o de-ajuns” (cu titlul „Maricica” pe albumul de față), în colaborare cu Pro TV. Videoclipul, ce s-a bucurat de un buget impresionant, prezintă o poziție populară vizavi de eventuala intrare a României în NATO. De asemenea, piesa și clipul aferent marchează schimbarea casei de discuri, de la Vivo la MediaPro Music.

## Lista melodiilor

### Fața A
| Nr. | Titlu          | Autor(i)    | Lungime |  |
| 1.  | „Star Station” | Dan Iliescu | 3:43    |  |
| 2.  | „Maricica”     | Dan Iliescu | 4:35    |  |
| 3.  | „Lămâița”      | Dan Iliescu | 4:06    |  |
| 4.  | „Adeline”      | Dan Iliescu | 2:41    |  |
| 5.  | „Verginica”    | Dan Iliescu | 4:39    |  |
| 6.  | „Basca”        | Dan Iliescu | 3:11    |  |

### Fața B
| Nr. | Titlu         | Autor(i)    | Lungime |  |
| 1.  | „Veta”        | Dan Iliescu | 6:29    |  |
| 2.  | „Balălâu”     | Dan Iliescu | 4:04    |  |
| 3.  | „Industrial”  | Dan Iliescu | 7:17    |  |
| 4.  | „Malu' valu'” | Dan Iliescu | 6:28    |  |
| 5.  | „Început”     | Dan Iliescu | 3:34    |  |

## Lucky Nights Unplugged
Lucky Nights Unplugged este al doilea concert înregistrat și comercializat după Unplugged în concert, apărut în 1994. Este realizat în colaborare cu formația Vița de Vie, care are patru melodii: „Abdullah”, „Cântec despre un băiat”, „Iamma” și „Rahova”. Timpuri Noi apare pe album cu șapte melodii, șase extrase de pe Basca abundenței și una nouă, „Asta-i țara”, care are legătură cu eclipsa totală de Soare din august 1999.

## Componență
- Adrian Pleșca (Artanu) – vocal
- Dan Iliescu – chitară, voce
- Cătălin Neagu – baterie
- Cătălin Răzvan – chitară bas

Inginer de sunet: Cristi Solomon, mixaje: Cristi Solomon și Dan Iliescu, remasterizare: Cristi Tarnovețchi și Constantin Fleancu.

## Echipament
Au fost folosite următoarele instrumente:
- chitare: Fender stratocaster, Fender semiacustic, Gibson standard, Jackson soloist
- amplificator: Marshall
- efecte: Replifex. Eventide DS 3000
- chitară bas: Music Man + SansAMP
- tobe: Pearl
- cinele: Sabian PRO, AAX
- sampler: AKAI 2800